# Belgische kampioenschappen atletiek 1899
In 1899 vonden de Belgische kampioenschappen atletiek Alle Categorieën plaats op 11 juni in de grote hal van het Jubelpark  in Brussel. Er werden alleen kampioenschappen voor mannen georganiseerd. Het hoogspringen stond voor het eerst op het programma.

## Uitslagen

### 100 m
| Rang   | Atleet          | Prestatie |
| ------ | --------------- | --------- |
| Goud   | Frank König     | 11,4 s    |
| Zilver | Vanderregen     |           |
| Brons  | Fernand Halbart |           |

### 400 m
| Rang   | Atleet        | Prestatie |
| ------ | ------------- | --------- |
| Goud   | Frank König   | 55,4 s    |
| Zilver | Ernest Dubois |           |
| Brons  | Max Kahn      |           |

### 1 mijl
| Rang   | Atleet           | Prestatie |
| ------ | ---------------- | --------- |
| Goud   | John Wright      | 4.46,4    |
| Zilver | Géorges Pelgrims |           |
| Brons  | Luc Van Blaeren  |           |

### 110 m horden
| Rang   | Atleet                   | Prestatie |
| ------ | ------------------------ | --------- |
| Goud   | Max Kahn                 | 18,6 s    |
| Zilver | E. t' Kint de Roodebeeke |           |
| Brons  | Daniel Nasy              |           |

### Verspringen
| Rang   | Atleet          | Prestatie |
| ------ | --------------- | --------- |
| Goud   | Emile Hautekeet | 5,81 m    |
| Zilver | E. Van Dooren   | 5,50 m    |
| Zilver | Fernand Halbart | 5,19 m    |

### Hoogspringen
| Rang   | Atleet        | Prestatie |
| ------ | ------------- | --------- |
| Goud   | E. Van Dooren | 1,55 m    |
| Zilver | J. De Backer  | 1,50 m    |
| Zilver | Daniel Nasy   | 1,40 m    |

### Kogelstoten
| Rang   | Atleet                 | Prestatie |
| ------ | ---------------------- | --------- |
| Goud   | Adolphe Prier de Saone | 10,35 m   |
| Zilver | A. Wuttrich            | 9,72 m    |
| Brons  | Lombaert               | 8,80 m    |

1889 · 
1890 · 
1891 · 
1892 · 
1893 · 
1894 · 
1895 · 
1896 · 
1897 · 
1898 · 
1899 · 
1900 · 
1901 · 
1902 · 
1903 · 
1904 · 
1905 · 
1906 ·
1907 ·
1908 · 
1909 · 
1910 · 
1911 · 
1912 · 
1913 · 
1914 · 
1919 · 
1920 · 
1921 · 
1922 · 
1923 · 
1924 · 
1925 · 
1926 · 
1927 · 
1928 · 
1929 · 
1930 · 
1931 · 
1932 · 
1933 · 
1934 · 
1935 · 
1936 · 
1937 · 
1938 · 
1939 · 
1940 · 
1941 · 
1942 · 
1943 · 
1944 · 
1945 · 
1946 · 
1947 · 
1948 · 
1949 · 
1950 · 
1951 · 
1952 · 
1953 · 
1954 · 
1955 · 
1956 · 
1957 · 
1958 · 
1959 · 
1960 · 
1961 · 
1962 · 
1963 · 
1964 · 
1965 · 
1966 · 
1967 · 
1968 · 
1969 · 
1970 · 
1971 · 
1972 · 
1973 · 
1974 · 
1975 · 
1976 · 
1977 · 
1978 · 
1979 · 
1980 · 
1981 · 
1982 · 
1983 · 
1984 · 
1985 · 
1986 · 
1987 · 
1988 · 
1989 · 
1990 · 
1991 · 
1992 · 
1993 · 
1994 ·
1995 · 
1996 · 
1997 · 
1998 · 
1999 · 
2000 · 
2001 · 
2002 · 
2003 · 
2004 · 
2005 · 
2006 · 
2007 · 
2008 · 
2009 · 
2010 · 
2011 · 
2012 · 
2013 · 
2014 · 
2015 · 
2016 · 
2017 · 
2018 · 
2019 · 
2020 · 
2021 · 
2022 · 
2023 · 
2024